# Homolovi State Park

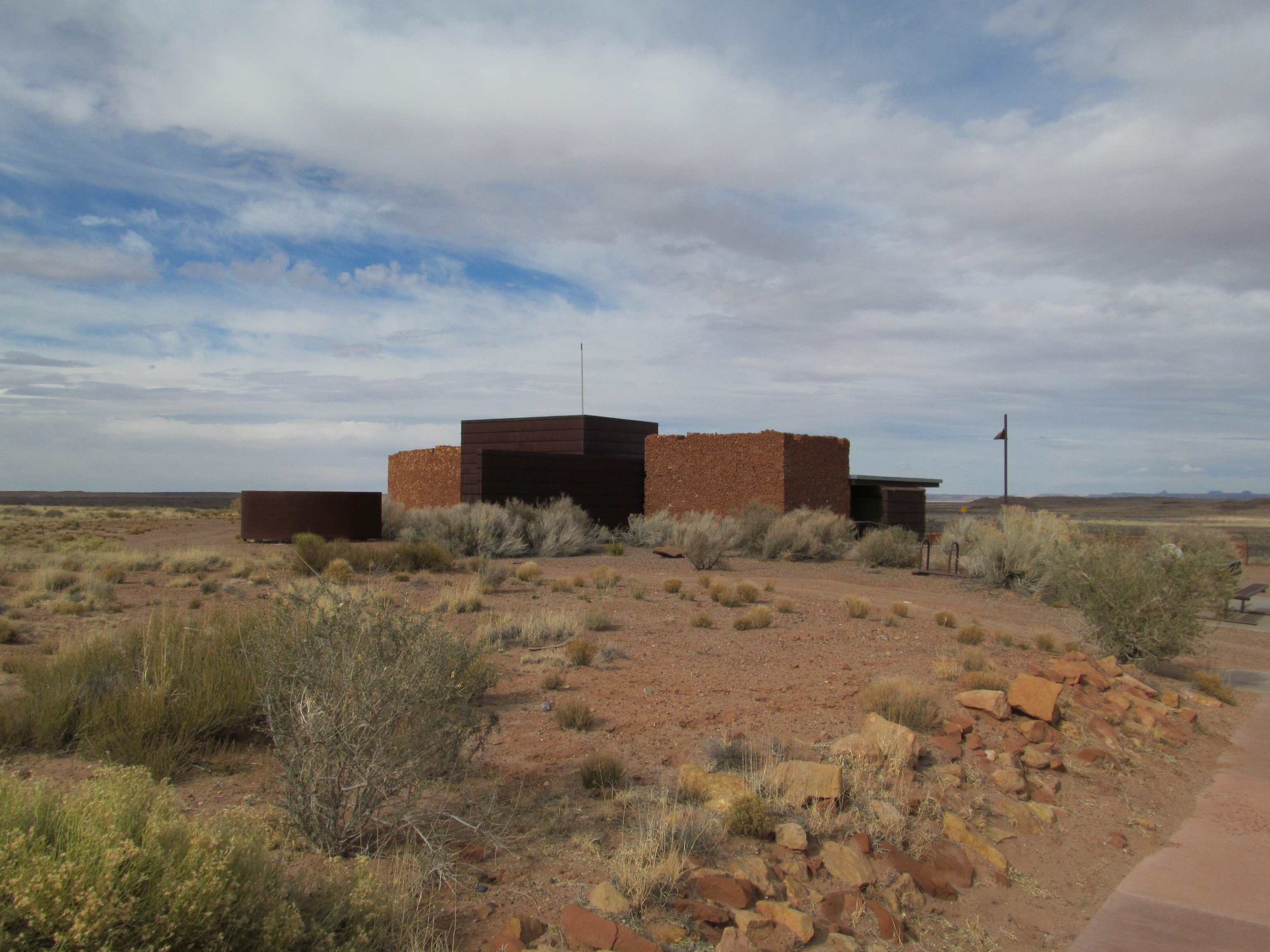
Besucherzentrum (2012)

Der Homolovi State Park ist ein State Park im Navajo County im US-Bundesstaat Arizona mit einer Fläche von 18,2 km². Es ist hauptsächlich ein Erhaltungsreservat von archäologischen Stätten der Anasazi (ancestral puebloans).
Homolovi ist ein Wort aus der uto-aztekischen Sprache der westlichsten Gruppe der Pueblo-Indianer, den Hopi, und bedeutet übersetzt „Platz der kleinen Hügel“. Sie leben im nordöstlichen Arizona am Rande des Painted Desert in einem 12.635 km² großen Indianerreservat.

## Lage
Der State Park liegt etwa 1,5 km nördlich von Winslow. Er ist über die Interstate 40 und die Arizona State Route 87 erreichbar. Die Höhenlage beträgt 1478 m.

## Geschichte
Bereits zwischen 1200 und 1400 lebten in der kargen Landschaft die Hisatsinom. Der Pueblo Homolovi II soll bis zu 1200 Räume umfasst haben und wurde wahrscheinlich wegen einer Flutkatastrophe aufgegeben. 1896 gab es erste Ausgrabungen und seither wurden insgesamt 340 Fundstätten entdeckt und freigelegt. Die Idee eines State Parks wurde 1986 aufgrund einer Initiative der Hopi-Indianer spruchreif und 1993 konnte der Homolovi Ruins State Park eröffnet werden.
Insgesamt vier der Ruinen wurden unter den Bezeichnungen Homolovi I Ruin, Homolovi II, Homolovi III und Homolovi Four (IV) zwischen 1983 und 1986 ins National Register of Historic Places in Arizona aufgenommen.
Der Park wurde am 22. Februar 2010 aus Geldmangel für die Öffentlichkeit geschlossen. Ein Jahr später konnte er im März 2011 wieder eröffnet werden. Auf Initiative der Hopi wurde dabei das Wort „ruins“ aus dem Namen des Parks gestrichen, weil für die Hopi ihre Vorfahren und deren Lebensraum lebendig sind.